# Entalina adenensis
Entalina adenensis is een Scaphopodasoort uit de familie van de Entalinidae. De wetenschappelijke naam van de soort is voor het eerst geldig gepubliceerd in 1954 door Ludbrook.